# Pentathlon aux championnats du monde d'athlétisme en salle 2022
Pour un article plus général, voir championnats du monde d'athlétisme en salle 2022.
Navigation
2018 2024
Le concours du pentathlon féminin des championnats du monde d'athlétisme en salle de 2022 se déroule le 18 mars de la même année, dans la Štark Arena de Belgrade, en Serbie, remporté par la Belge Noor Vidts.

## Résultats

### 60 mètres haies
| Rang | Série | Athlète                   | Pays            | Temps | Points | Notes |
| ---- | ----- | ------------------------- | --------------- | ----- | ------ | ----- |
| 1    | 2     | Noor Vidts                | Belgique        | 8.15  | 1095   | PB    |
| 2    | 2     | Holly Mills               | Grande-Bretagne | 8.15  | 1095   | PB    |
| 3    | 2     | Kendell Williams          | États-Unis      | 8.20  | 1084   | SB    |
| 4    | 2     | Chari Hawkins             | États-Unis      | 8.24  | 1075   |       |
| 5    | 1     | Sveva Gerevini            | Italie          | 8.35  | 1050   | PB    |
| 6    | 1     | Adrianna Sułek            | Pologne         | 8.36  | 1048   |       |
| 7    | 2     | Léonie Cambours           | France          | 8.37  | 1046   |       |
| 8    | 2     | Katarina Johnson-Thompson | Grande-Bretagne | 8.45  | 1028   | SB    |
| 9    | 1     | Dorota Skřivanová         | Tchéquie        | 8.47  | 1024   |       |
| 10   | 1     | Yuliya Loban              | Ukraine         | 8.61  | 993    |       |
| 11   | 1     | Claudia Conte             | Espagne         | 8.62  | 991    |       |
| 12   | 1     | Sarah Lagger              | Autriche        | 8.76  | 961    | SB    |

### Saut en hauteur
| Rang | Athlète                   | Pays            | 1.62 | 1.65 | 1.68 | 1.71 | 1.74 | 1.77 | 1.80 | 1.83 | 1.86 | 1.89 | 1.92 | Marque | Points | Notes | Total |
| ---- | ------------------------- | --------------- | ---- | ---- | ---- | ---- | ---- | ---- | ---- | ---- | ---- | ---- | ---- | ------ | ------ | ----- | ----- |
| 1    | Adrianna Sułek            | Pologne         | –    | –    | –    | –    | o    | o    | o    | o    | o    | xo   | 3x   | 1.89   | 1093   | PB    | 2141  |
| 2    | Noor Vidts                | Belgique        | –    | –    | o    | o    | o    | o    | o    | o    | 3x   |      |      | 1.83   | 1016   | SB    | 2111  |
| 3    | Katarina Johnson-Thompson | Grande-Bretagne | –    | –    | –    | –    | –    | o    | xo   | o    | 3x   |      |      | 1.83   | 1016   | SB    | 2044  |
| 4    | Chari Hawkins             | États-Unis      | –    | –    | –    | o    | o    | o    | xxo  | o    | 3x   |      |      | 1.83   | 1016   |       | 2091  |
| 5    | Claudia Conte             | Espagne         | –    | –    | –    | o    | o    | xo   | xxo  | xo   | 3x   |      |      | 1.83   | 1016   | SB    | 2007  |
| 6    | Léonie Cambours           | France          | –    | –    | o    | o    | o    | o    | o    | xxo  | 3x   |      |      | 1.83   | 1016   | SB    | 2062  |
| 7    | Dorota Skřivanová         | Tchéquie        | –    | o    | o    | o    | xxo  | xo   | o    | 3x   |      |      |      | 1.80   | 978    | PB    | 2002  |
| 8    | Kendell Williams          | États-Unis      | –    | –    | –    | o    | xo   | xo   | xo   | 3x   |      |      |      | 1.80   | 978    | SB    | 2062  |
| 9    | Sarah Lagger              | Autriche        | –    | o    | o    | o    | o    | o    | 3x   |      |      |      |      | 1.77   | 941    |       | 1902  |
| 10   | Yuliya Loban              | Ukraine         | o    | o    | o    | o    | o    | 3x   |      |      |      |      |      | 1.74   | 903    |       | 1896  |
| 11   | Holly Mills               | Grande-Bretagne | –    | –    | –    | xxo  | o    | 3x   |      |      |      |      |      | 1.74   | 903    | SB    | 1998  |
| 12   | Sveva Gerevini            | Italie          | o    | xo   | xo   | 3x   |      |      |      |      |      |      |      | 1.68   | 830    |       | 1880  |

### Lancer du poids
| Rang | Athlète                   | Pays            | #1    | #2    | #3    | Marque | Points | Notes | Total |
| ---- | ------------------------- | --------------- | ----- | ----- | ----- | ------ | ------ | ----- | ----- |
| 1    | Noor Vidts                | Belgique        | 14.03 | 13.38 | 12.80 | 14.03  | 796    |       | 2907  |
| 2    | Chari Hawkins             | États-Unis      | 13.00 | x     | 14.02 | 14.02  | 795    | SB    | 2886  |
| 3    | Holly Mills               | Grande-Bretagne | 12.90 | 13.38 | 13.68 | 13.68  | 773    |       | 2771  |
| 4    | Yuliya Loban              | Ukraine         | 13.46 | 13.46 | 13.48 | 13.48  | 759    |       | 2655  |
| 5    | Adrianna Sułek            | Pologne         | 12.49 | x     | 13.40 | 13.40  | 754    |       | 2895  |
| 6    | Sarah Lagger              | Autriche        | 13.00 | x     | 13.15 | 13.15  | 737    |       | 2639  |
| 7    | Katarina Johnson-Thompson | Grande-Bretagne | 13.02 | x     | 12.09 | 13.02  | 729    | SB    | 2773  |
| 8    | Dorota Skřivanová         | Tchéquie        | 12.90 | 12.87 | 11.95 | 12.90  | 721    |       | 2723  |
| 9    | Kendell Williams          | États-Unis      | x     | 12.21 | 12.81 | 12.81  | 715    | SB    | 2777  |
| 10   | Claudia Conte             | Espagne         | 12.20 | 12.73 | x     | 12.73  | 709    | PB    | 2716  |
| 11   | Léonie Cambours           | France          | 12.00 | 10.51 | 11.41 | 12.00  | 661    |       | 2723  |
| 12   | Sveva Gerevini            | Italie          | 11.39 | 11.52 | 11.69 | 11.69  | 641    |       | 2521  |

### Saut en longueur
| Rang | Athlète                   | Pays            | #1   | #2   | #3   | Marque | Points | Notes | Total |
| ---- | ------------------------- | --------------- | ---- | ---- | ---- | ------ | ------ | ----- | ----- |
| 1    | Kendell Williams          | États-Unis      | 6.41 | x    | 6.69 | 6.69   | 1069   |       | 3846  |
| 2    | Noor Vidts                | Belgique        | 6.60 | 6.55 | 6.33 | 6.60   | 1040   | PB    | 3947  |
| 3    | Adrianna Sułek            | Pologne         | 6.43 | x    | 6.29 | 6.43   | 985    | PB    | 3880  |
| 4    | Dorota Skřivanová         | Tchéquie        | 6.31 | 6.19 | x    | 6.31   | 946    |       | 3669  |
| 5    | Sveva Gerevini            | Italie          | 5.83 | x    | 6.31 | 6.31   | 946    |       | 3467  |
| 6    | Holly Mills               | Grande-Bretagne | x    | 6.28 | 6.04 | 6.28   | 937    |       | 3708  |
| 7    | Claudia Conte             | Espagne         | 6.13 | x    | 5.96 | 6.13   | 890    | SB    | 3606  |
| 8    | Katarina Johnson-Thompson | Grande-Bretagne | x    | 6.08 | x    | 6.08   | 874    | SB    | 3647  |
| 9    | Sarah Lagger              | Autriche        | 5.89 | x    | 6.01 | 6.01   | 853    | SB    | 3492  |
| 10   | Léonie Cambours           | France          | 5.98 | x    | x    | 5.98   | 843    |       | 3566  |
| 11   | Yuliya Loban              | Ukraine         | 5.71 | 5.70 | 5.69 | 5.71   | 762    |       | 3417  |
|      | Chari Hawkins             | États-Unis      | x    | x    | x    | NM     | 0      |       | 2886  |

### 800 mètres
| Rang | Athlète                   | Pays            | Temps   | Points | Notes | Total |
| ---- | ------------------------- | --------------- | ------- | ------ | ----- | ----- |
| 1    | Noor Vidts                | Belgique        | 2:08.81 | 982    | PB    | 4929  |
| 2    | Adrianna Sułek            | Pologne         | 2:09.56 | 971    | SB    | 4851  |
| 3    | Holly Mills               | Grande-Bretagne | 2:09.97 | 965    | PB    | 4673  |
| 4    | Sveva Gerevini            | Italie          | 2:13.77 | 910    |       | 4377  |
| 5    | Sarah Lagger              | Autriche        | 2:14.57 | 899    |       | 4391  |
| 6    | Dorota Skřivanová         | Tchéquie        | 2:14.73 | 897    | PB    | 4566  |
| 7    | Claudia Conte             | Espagne         | 2:15.00 | 893    |       | 4499  |
| 8    | Léonie Cambours           | France          | 2:16.21 | 876    | SB    | 4442  |
| 9    | Kendell Williams          | États-Unis      | 2:19.23 | 834    | SB    | 4680  |
| 10   | Yuliya Loban              | Ukraine         | 2:23.64 | 775    |       | 4192  |
|      | Chari Hawkins             | États-Unis      | DNS     | DNS    | DNS   | DNS   |
|      | Katarina Johnson-Thompson | Grande-Bretagne | DNS     | DNS    | DNS   | DNS   |

### Classement final
| Rang               | Athlète                   | Pays            | Points | Notes  |
| ------------------ | ------------------------- | --------------- | ------ | ------ |
| Médaille d'or      | Noor Vidts                | Belgique        | 4929   | NR, WL |
| Médaille d'argent  | Adrianna Sułek            | Pologne         | 4851   | NR     |
| Médaille de bronze | Kendell Williams          | États-Unis      | 4680   | SB     |
| 4                  | Holly Mills               | Grande-Bretagne | 4673   | PB     |
| 5                  | Dorota Skřivanová         | Tchéquie        | 4566   | PB     |
| 6                  | Claudia Conte             | Espagne         | 4499   | PB     |
| 7                  | Léonie Cambours           | France          | 4442   |        |
| 8                  | Sarah Lagger              | Autriche        | 4391   |        |
| 9                  | Sveva Gerevini            | Italie          | 4377   |        |
| 10                 | Yuliya Loban              | Ukraine         | 4192   |        |
|                    | Chari Hawkins             | États-Unis      | DNF    | DNF    |
|                    | Katarina Johnson-Thompson | Grande-Bretagne | DNF    | DNF    |

## Légende
- Hauteur de sauts atteinte (en mètres) :
  - o : dès le 1er essai
  - xo : au 2e essai
  - xxo : au 3e essai
- 3 X : hauteur non atteinte au terme de 3 essais au maximum

Records et Performances
- AR : Record continental (area record)
- CR : Record des championnats (championship record)
- MR : Record du meeting (meet record)
- NR : Record national (national record)
- OR : Record olympique (olympic record)
- PR : Record paralympique (paralympic record)
- PB : Record personnel (personal best)
- SB : Meilleure performance personnelle de la saison (season's best)
- WL : Meilleure performance mondiale de l'année (world leader)
- WJR : Record du monde junior (world junior record)
- WR : Record du monde (world record)

Circonstances et Conditions
- DNF : N'a pas terminé (did not finish)
- DNS : N'a pas pris le départ (did not start)
- DQ : Disqualification (disqualification)
- NM : Aucun essai valable enregistré (No Mark)
- Q : Qualifié « directement » au prochain tour (ou à la prochaine compétition), lors d'une compétition majeure, grâce au classement ou à la réalisation des minima (automatic qualifier)
- q : Qualifié au prochain tour (ou à la prochaine compétition), lors d'une compétition majeure, grâce au repêchage ou à la réalisation de l'une des meilleures performances parmi celles des « non qualifiés directement » (grâce au meilleur temps ou à la meilleure distance par exemple) (secondary qualifier)